# Киприйский кодекс
Киприйский кодекс (лат. Codex Cyprius; условное обозначение: Ke или 017) — унциальный манускрипт IX века или X века на греческом языке, содержащий тексты четырёх Евангелий на 267 пергаментных листах (26 x 19 см).

## Особенности рукописи
Рукопись в 1673 году привезена была с Кипрa в Париж. Сейчас рукопись хранится в Национальной библиотеке Франции (Gr. 63) в Париже. Рукопись отражает византийский тип текста. Текст рукописи отнесён к V категории Аланда.
В Киприйском кодексе разбиение Аммония и номера канонов Евсевия отсутствуют.

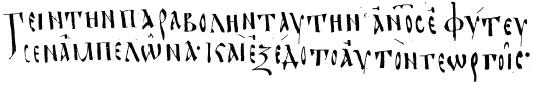
Лука 20,9